# Wilcoxius caputitis
Wilcoxius caputitis är en tvåvingeart som beskrevs av Scarbrough och Perez-gelabert 2005. Wilcoxius caputitis ingår i släktet Wilcoxius och familjen rovflugor.
Artens utbredningsområde är Honduras. Inga underarter finns listade i Catalogue of Life.